# Покровка (Славгородський округ)
Покро́вка (рос. Покровка) — село у складі Славгородського округу Алтайського краю, Росія.

## Населення
Населення — 519 осіб (2010; 655 у 2002).
Національний склад (станом на 2002 рік):
- росіяни — 61 %